# Aeroportul Grozny
Aeroportul Grozny (IATA: GRV, ICAO: URMG) este un aeroport din Cecenia, Rusia ce deservește zona Groznîi. Aeroportul a fost tranzitat în 2018 de 283.202 pasageri. A fost deschis în 1938 și numit după Ahmat Kadîrov.
Situat la o altitudine de 157 m, aeroportul dispune de 1 pistă.

## Infrastructură

### Piste
Aeroportul dispune de o singură pistă. Pista 08/26 are suprafața de beton și dimensiunile 2.500 m × 45 m. 